# Фінал кубка України з футболу 2025
Фінал кубка України з футболу 2025 року — 32-й фінал Кубка України з футболу, відбувся 14 травня 2025 року в Житомирі на стадіоні «Центральний». У матчі взяли участь донецький «Шахтар» та київське «Динамо», які виступають в українській Прем'єр-лізі. «Шахтар» вийшов у фінал Кубка України 21-й раз, а «Динамо» вдевятнадцяте.

## Шлях до фіналу
| Шахтар       | Шахтар    | Раунд       | Динамо     | Динамо    |
| ------------ | --------- | ----------- | ---------- | --------- |
| Суперник     | Результат |             | Суперник   | Результат |
| «Зоря»       | 0:1       | 1/8 фіналу  | «Ворскла   | 1:2 (дч)  |
| «Олександрія | 0:1 (дч)  | Чвертьфінал | «Рух»      | 0:1       |
| «Полісся»    | 0:1 (дч)  | Півфінал    | «Буковина» | 1:4       |

## Матч
| 14 травня 2025 18:30 |

| «Шахтар»                                             | 1:1                           | «Динамо»                                                         |
| ---------------------------------------------------- | ----------------------------- | ---------------------------------------------------------------- |
| Еліас 64'                                            | Протокол (УПЛ) Протокол (УАФ) | Ярмоленко 43'                                                    |
|                                                      | Пенальті                      |                                                                  |
| Назарина · Аліссон · Кевін · Еліас · Грам · Криськів | 6:5                           | Ванат · Бражко · Піхальонок · Вівчаренко · Михайленко · Караваєв |

| «Центральний стадіон», Житомир Глядачів: 4 740 Арбітр: Микола Балакін (Київська область) |

| «Шахтар» Донецьк | «Динамо» Київ |

| «Шахтар»:        |    |                     |         |
|                  |    |                     |         |
| ВР               | 31 | Дмитро Різник       |         |
| ЗХ               | 13 | Педро Енріке        |         |
| ЗХ               | 22 | Микола Матвієнко () |         |
| ЗХ               | 5  | Валерій Бондар      |         |
| ЗХ               | 17 | Вінісіус Тобіас     | 102'    |
| ПЗ               | 6  | Марлон Гомес        | 53' 62' |
| ПЗ               | 10 | Георгій Судаков     | 90'     |
| ПЗ               | 21 | Артем Бондаренко    | 62'     |
| ПЗ               | 11 | Кевін               |         |
| ПЗ               | 38 | Педріньйо           | 62'     |
| НП               | 7  | Егіналду            | 34' 46' |
| Заміни:          |    |                     |         |
| ВР               | 23 | Кіріл Фесюн         |         |
| НП               | 2  | Лассіна Траоре      |         |
| ПЗ               | 8  | Дмитро Криськів     | 62'     |
| ПЗ               | 9  | Мар'ян Швед         |         |
| ЗХ               | 16 | Іраклі Азаров       |         |
| ЗХ               | 18 | Алаа Грам           | 102'    |
| НП               | 19 | Еліас               | 46'     |
| ПЗ               | 24 | Віктор Цуканов      | 90'     |
| ПЗ               | 29 | Єгор Назарина       | 62'     |
| ПЗ               | 30 | Аліссон Сантана     | 62'     |
| ПЗ               | 39 | Невертон            |         |
| ЗХ               | 74 | Мар'ян Фарина       |         |
| Головний тренер: |    |                     |         |
| Маріно Пушич     |    |                     |         |

| «Динамо»:             |    |                       |          |
|                       |    |                       |          |
| ВР                    | 35 | Руслан Нещерет        |          |
| ЗХ                    | 44 | Владислав Дубінчак    | 97' 104' |
| ЗХ                    | 32 | Тарас Михавко         | 112'     |
| ЗХ                    | 4  | Денис Попов           |          |
| ЗХ                    | 18 | Олександр Тимчик      |          |
| ПЗ                    | 91 | Микола Михайленко     |          |
| ПЗ                    | 10 | Микола Шапаренко      | 74'      |
| ПЗ                    | 29 | Віталій Буяльський () | 81'      |
| ПЗ                    | 22 | Владислав Кабаєв      | 91'      |
| ПЗ                    | 7  | Андрій Ярмоленко      | 61' 81'  |
| НП                    | 11 | Владислав Ванат       | 53'      |
| Заміни:               |    |                       |          |
| ВР                    | 1  | Валентин Моргун       |          |
| ЗХ                    | 2  | Костянтин Вівчаренко  | 104'     |
| ПЗ                    | 6  | Володимир Бражко      | 74'      |
| ПЗ                    | 9  | Назар Волошин         | 81'      |
| ПЗ                    | 15 | Валентин Рубчинський  |          |
| ПЗ                    | 20 | Олександр Караваєв    | 91'      |
| ЗХ                    | 25 | Максим Дячук          |          |
| НП                    | 39 | Едуардо Герреро       |          |
| ЗХ                    | 40 | Крістіан Біловар      | 112'     |
| ПЗ                    | 45 | Максим Брагару        |          |
| ПЗ                    | 76 | Олександр Піхальонок  | 81'      |
| НП                    | 99 | Матвій Пономаренко    |          |
| Головний тренер:      |    |                       |          |
| Олександр Шовковський |    |                       |          |

| Офіційні особи - Асистенти арбітра: - Олександр Беркут (Суми) - Дмитро Запороженко (Запоріжжя) - Четвертий арбітр: Дмитро Панчишин (Харків) - Додатковий асистент арбітра: Володимир Думенко (Харків) - Спостерігач арбітражу: Ігор Хіблін (Хмельницький). - Арбітр ВАР — Денис Шурман (Київська область) - Асистент ВАР — Олексій Деревінський (Хмельницький) - Спостерігач ВАР — Анатолій Абдула (Харків). - Делегат УАФ — Григорій Сімонов (Київ). | Регламент - 90 хвилин. - 30 хвилин додаткового часу за необхідності. - Серія пенальті за необхідності. - 12 гравців на заміні. - Максимум 5 замін (+1 у випадку додаткового часу). |

| Володар кубка України 2025 |
| -------------------------- |
|                            |
| Шахтар 15-й раз            |